# Social interaktion
Social interaktion är sådana sociala handlingar mellan olika personer eller grupper som förändrar människors beteende och handlingar utifrån interaktionspartnerns handlingar. Det innebär att social interaktion är när en person kopplar mening till en situation, tolkar hur andra agerar och handlar utifrån detta.
Övriga sociala handlingar, där man har en annan person i åtanke, antingen att man försöker påverka den andres beteende eller att man har den andra i åtanke när man själv socialt agerar, det vill säga att man tar i beaktande vad den andra personen kommer tycka om sitt agerande är social interaktion. [förklaring behövs] Social interaktion handlar inte om fysisk aktivitet. Således räknas en fysisk konfrontation inte som en social interaktion.
Social interaktion som sker på internet mellan två personer kan bli problematisk eftersom det är större risk för missförstånd och misstolkningar av vad den andre menar. Det är med andra ord inte lika enkelt att förstå en persons avsikt på internet än det är annars, eftersom kroppsspråk gör att vi enklare förstår en annan person och den hjälpen har vi inte på internet. Skämt och ironi kan lätt missförstås av varandra på grund av detta, men fördelarna med social interaktion via internet är att människor kan bli mer öppna mot varandra eftersom man kan vara anonym och prata om diverse problem. Detta gynnar blyga människor som har svårt för att prata öppet med andra människor hur den mår och känner. Eftersom folk ofta inte känner till en persons ålder eller bakgrund, försvinner den sociala auktoritet som annars kan uppstå, exempelvis om en äldre person pratar med en yngre person får utgå ifrån att den tilltalade personen är jämlik med en själv.